# Ernest Reed
 (mai 2020).
Si vous disposez d'ouvrages ou d'articles de référence ou si vous connaissez des sites web de qualité traitant du thème abordé ici, merci de compléter l'article en donnant les références utiles à sa vérifiabilité et en les liant à la section « Notes et références ».
Ernest Reed était un évêque anglican canadien. Il a été l'évêque du diocèse d'Ottawa de 1954 à 1970.

## Biographie
Ernest Ress a étudié à l'Université du Manitoba. En 1931, il a été ordonné prêtre. Il a d'abord été curé au Manitoba. Par la suite, il a travaillé au Québec où il a notamment été archidiacre à Gaspé.
En 1954, il est devenu le quatrième évêque du diocèse d'Ottawa. Il occupa cette fonction jusqu'à son décès en 1970.